# Сорокин, Владимир Евсеевич
Владимир Евсеевич Сорокин (2 августа 1901, Подъячевка, Симбирская губерния — 20 декабря 1985) — советский военачальник, полковник, командир 126-й стрелковой дивизии (01.09.1941 — 29.08.1942).

## Биография
Родился 2 августа 1901 г. в семье крестьянина в селе Подъячевка (ныне — в Шигонском районе Самарской области). Национальность — русский. По окончании сельской школы в 1913 г. поступил на фабрику, где проработал ткачом до призыва в Красную Армию.
Участник Гражданской войны. В РККА с 20 апреля 1920 года, зачислен в 28-й стрелковый полк в г. Симбирск. В ноябре командирован на учёбу на 32-е пехотные курсы комсостава.
В 1921 году курсант Сорокин участвовал в подавлении Ишимского восстания в Сибири.
Проходил обучени в 12-й Краснознаменной нормальной пехотной школе им. В. И. Ленина.
В сентябре 1924 года произведён в красные командиры, далее 5 лет служил на должностях командира взвода и роты в 94-м стрелковом полку 32-й стрелковой дивизии (место дислокации — г. Саратов).
Член ВКПБ с 1924 года.
В 1928 году окончил 3-месячные курсы «Выстрел».
С декабря 1929 года командовир роты в 118-м стрелковом полку 40-й стрелковой дивизии (место дислокации г. Ачинск).
В 1930—1933 годах слушатель в краснознаменноё академии РККА им М. В. Фрунзе, по её окончании направлен начальником штаба 282-го стрелкового полка 94-й стрелковой дивизии, с мая 1935 года — начальник 1-й части штаба 39-й стрелковой дивизии.
С августа 1936 года вступил в командование 115-м стрелковым полком, принимал участие в боях с японцами в районе озера Хасан.
В 1938 году назначен помощником командира 40-й ордена Ленина стрелковой дивизии. С 1939 года — полковника.
С февраля 1940 года на должности и.д. начальника Владивостокских курсов усовершенствования командного состава (КУКС) запаса, с декабря того же года — начальника отдела боевой подготовки штаба 2-й Краснознаменной армии Дальневосточного фронта.

### Великая Отечественная война
С началом Великой Отечественной войны, в августе 1941 года, назначен начальником Комсомольского пехотного училища (г. Комсомольск-на-Амуре, создано 12 августа 1941, в октябре переименовано во 2-е Владивостокское пехотное училище, а с 1943 года — Владивостокское военное пулемётное училище).
В сентябре 1941 года назначен командиром 126-й стрелковой дивизии, которую в 1942 г. перебросили под Сталинград в район станции Абганерово на участок протяженностью 24 км. Командный пункт командира дивизии был расположен в районе совхоза им. Юркина, тылы в районе п. Зеты.
Из воспоминаний ветерана 126 стрелковой дивизии П. Фелютовича.
Едва вновь на 4 августа дивизия заняла позиции в районе Абганерово, как перед рассветом на её боевые порядки ринулись десятки фашистских танков. Бойцы не дрогнули. Они выстояли, проявив стойкость и массовый героизм. В течение месяца дивизия изматывала врага. А затем... Для запланированного отхода 64 армия на заранее подготовленные позиции необходимо было задержать противника на некоторое время, и выбор пал на 126 стрелковую дивизию.
Из воспоминаний Сорокина:
На тебя вся надежда, выручай - сказал командующий М. С. Шумилов, - держись дорогой, до последнего вздоха держитесь!  Иного выхода нет. Любой ценой сдерживайте танки, отсекайте от них пехоту. Главное – держаться! Час продержитесь – хорошо, два – лучше, три – при жизни вам памятник поставим!
На 12-м километровом рубеже, занимаемый 126 стрелковой дивизией обрушились 5 дивизий — две танковые, одна моторизованная и две пехотные дивизии врага. На 29 августа в живых остались единицы. Сорокин был контужен, потерял сознание и взят в плен. Его долго склоняли к службе в качестве консультанта на стороне Фашистской Германии. Содержался в лагерях военнопленных в г. Винница (de:Stalag 329, 8.9-11.11.1942), Летцен (13.11.1942-10.1.1943), Хохенштейн (Шталаг 1Б, 13.1-13.11.1943), крепость Вюльсбург (15.11.1943-26.4.1945).
26 апреля 1945 года полковник Сорокин был освобожден в м. Махинлоу в Южной Баварии союзными войсками. До 7 июня 1945 года находился в лагерях американской зоны Готтинген, Мангейм, после чего переведен в советскую зону. Прошёл через фильтрационный лагерь. В 1947 году дело Сорокина было пересмотрено, однако 22.12.1948 он был репрессирован. Владимир Евсеевич был реабилитирован в декабре 1959 г. Награждён орденом Ленина. Жил в Куйбышеве, затем в Москве.
Прослужил в Советской Армии 27 лет 7 месяцев и 8 дней.
Умер в 1985 году. Похоронен по его завещанию в поселке Привольный Волгоградской области. Перед смертью он попросил, чтобы его прах похоронили в Привольненской братской могиле, где лежат все солдаты его дивизии.
Родственники полковника передали весь архив в дар музею. Среди них письмо командующего 64-й Армии генерал-полковника М. С. Шумилова, адресованное Сорокину:
…Перед воинами 126-й стрелковой дивизии я считаю себя виноватым. Бойцы дивизии во все дни обороны Абганерово дрались геройски. После разгрома немцев под Сталинградом дивизия не была мною представлена к званию гвардейской. Я был уверен, что это сделает фронт. Я же не проверил. Вот моя вина перед воинами 126-й стрелковой дивизии….

## Награды
- орден Ленина (1947[6])
- орден Отечественной войны I степени (06.04.1985)
- Юбилейная медаль «XX лет Рабоче-Крестьянской Красной Армии»
- Медаль «За оборону Сталинграда»
- Знак «Участнику Хасанских боёв»
- другие медали
- 5 сентября 1975 года Сорокину было присвоено звание «Почетный гражданин села Абганерово»